# Glen Murakami
Glen Murakami számos televízióműsoron dolgozott, leginkább a DC Animated Universe-nek. Együtt kezdett dolgozni Bruce Timm-mel a Batman: The Animated Series karakterdizájnjain, művészeti igazgatója lett a Superman: The Animated Series című rajzfilmsorozatnak és producere a Batman Beyond-nak. Első kreatívja volt a Cartoon Network-ön vetített Tini titánok rajzfilmsorozatnak.
Murakami sikeresen megújította az animált DC szereplők külsejét és mozgását, egyéni stílusát néha rajongói Murakanime – nek nevezik, de leginkább, mint Americanime ismert.

## Külső hivatkozások
- Murakami hivatalos honlapja (angolul)
- Glen Murakami az Internet Movie Database oldalon (angolul)